# Astrospartus mediterraneus
Gorgonocéphale, Tête de Méduse
Genre
Espèce
Statut de conservation UICN

 NE  : Non évalué
Le gorgonocéphale (Astrospartus mediterraneus) est une ophiure de la famille des Gorgonocephalidae. C'est la seule espèce du genre Astrospartus.

## Description
C'est une ophiure gorgonocéphale d'aspect caractéristique : elle se compose d'un grand disque central (5-8 cm), duquel partent cinq couples d'épaisses branches souples rapidement très ramifiées, formant une sorte de filet en fractale, destiné à filtrer l'eau pour en capturer le plancton. L'ensemble peut atteindre 1 m de diamètre bras déployés. Quand ils capturent du plancton ou quand ils sentent une menace (ou perçoivent de la lumière), les bras peuvent se replier rapidement en s'enroulant, et en position de protection l'animal forme ainsi une pelote enchevêtrée d'une dizaine de centimètres ou deux. La couleur de l'ensemble est rose pâle à blanchâtre ou grisâtre, avec les extrémités plus claires.

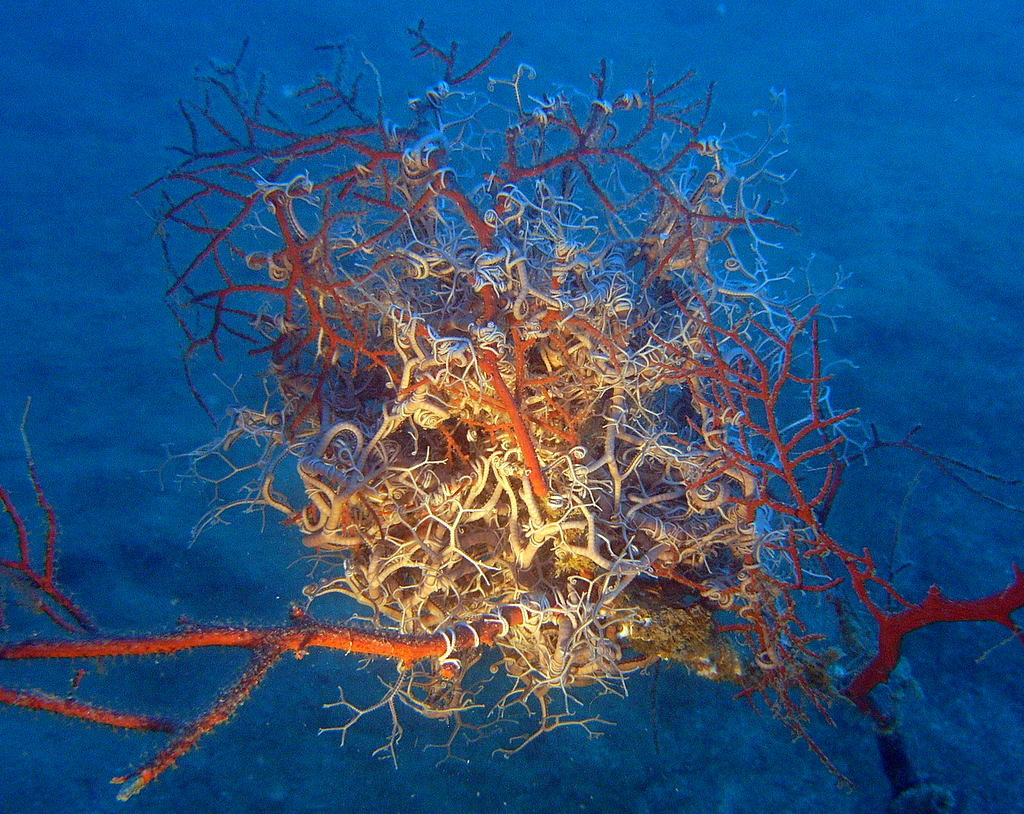
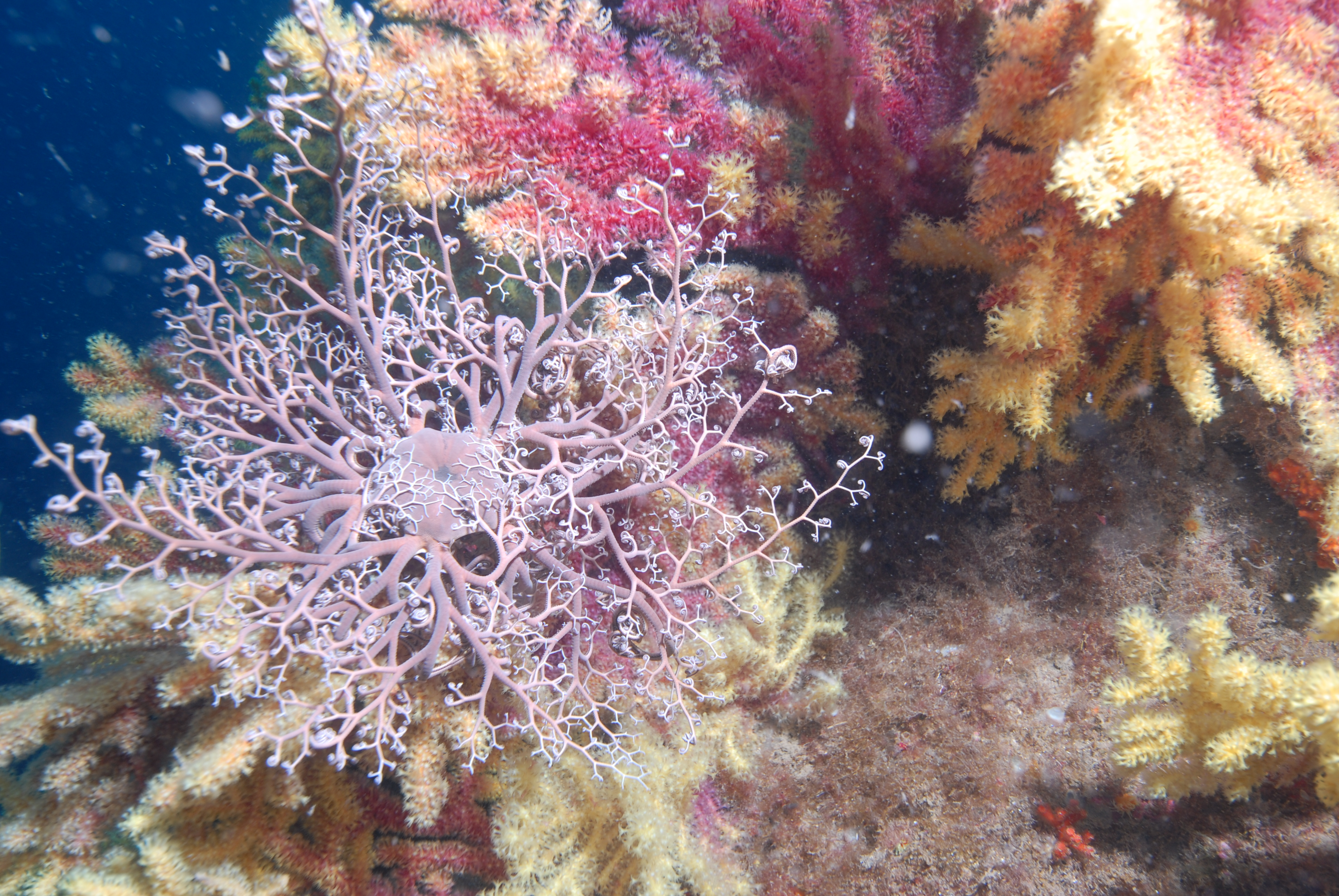
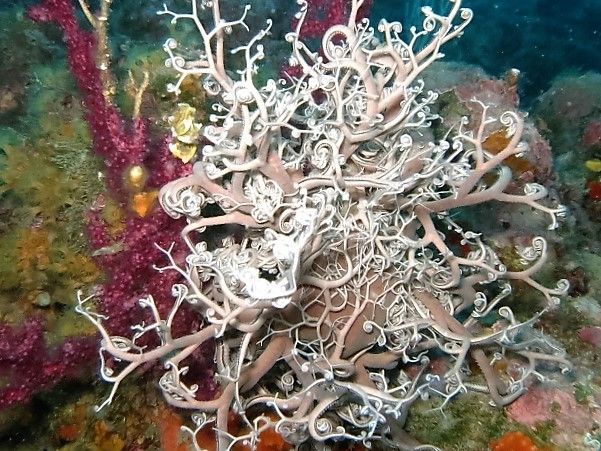
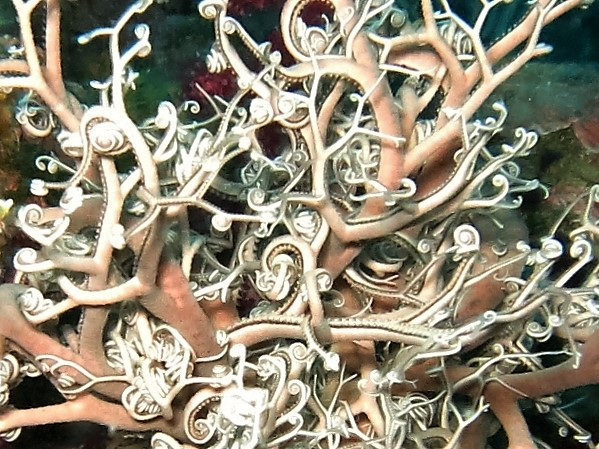
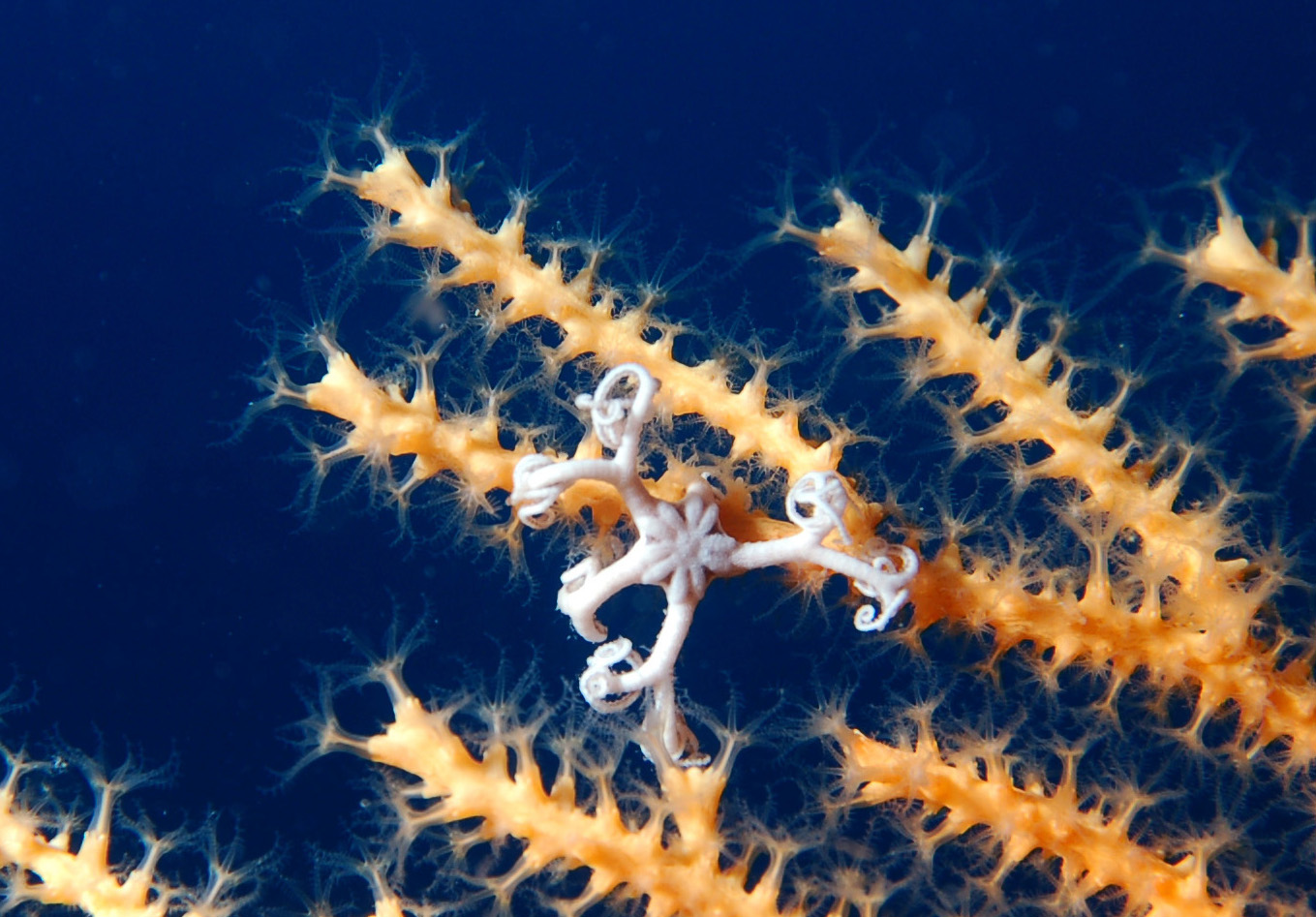
Juvénile.

La description originale est ainsi formulée : 

« Corps orbiculaire, à une rangée de rayons alongés, grêles, dichotomes, très divisés, cirrheux; bouche entourée de dix trous vers le bord du disque. [...] Cette espèce est d'un gris plus ou moins intense, peinte et brodée en dessous fort régulièrement par de petits traits pointillés jaunâtres. »

— Antoine Risso, 1826

## Habitat et répartition
Cette ophiure habite la Méditerranée occidentale (surtout entre Marseille et Naples) et les côtes est-atlantiques, notamment en Mauritanie ou au Sénégal. C'est une ophiure d'eaux profondes, qui ne se rencontre qu'à partir d'une bonne trentaine de mètres de profondeur, et jusqu'à 800 m. Elle vit généralement accrochée à l'extrémité de structures naturelles telles que des gorgones (notamment Paramuricea clavata) ou des éponges.

## Systématique

### Taxonomie

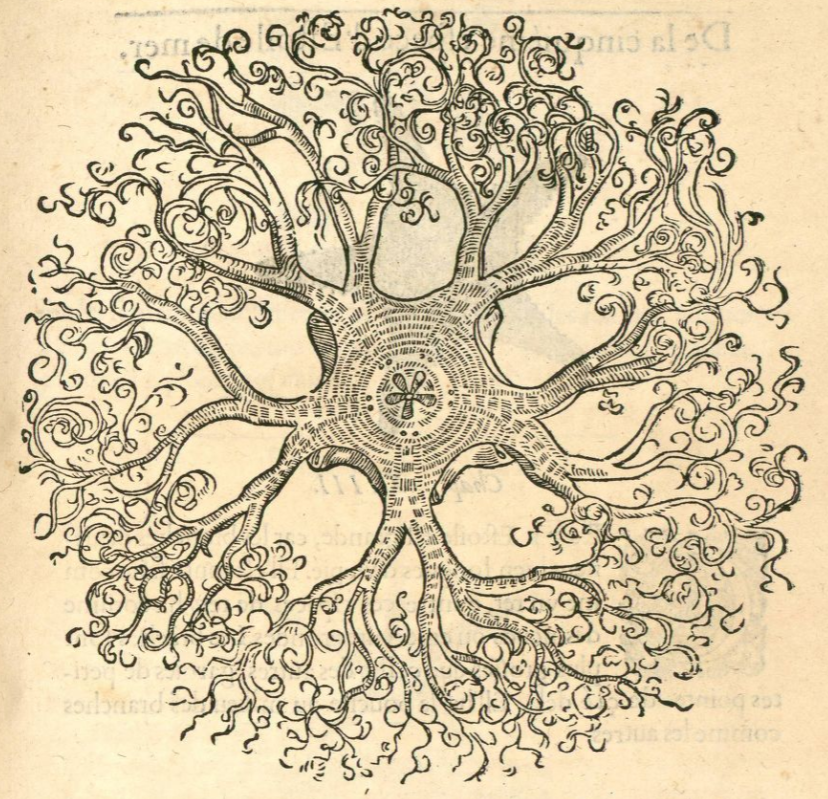
Dessin holotype par Rondelet (1558).

L'espèce a été officiellement décrite par le savant polymathe Antoine Risso en 1826. Toutefois, elle était déjà décrite dès 1558 par Rondelet sous le nom Stella arborescens - toutefois le système de classification linnéen ne retient pas les travaux pré-linnéens. L'espèce est ensuite assimilée à des espèces tropicales par Linck ou Lamarck, ou par Retzius à l'espèce atlantique Gorgonocephalus caputmedusae décrite par Linné. La description de Risso en 1826, succinte, ne provient pas d'un spécialiste et ne convainc pas tout de suite : en 1830, Blainville remet carrément en question l'existence d'une gorgonocéphale en Méditerranée. Il faudra attendre la redescription de l'espèce par deux noms scientifiques placés depuis en synonymie (Gorgonocephalus verrucosus Grube, 1840 et Euryale arborescens L. Agassiz, 1839) pour qu'elle soit reconnue comme valide : le genre, monotypique, est ensuite introduit par Döderlein en 1911 et confirmé en 1927. 
Les principaux travaux ultérieurs sont dus à Tortonese et Zibrowius.
Le nom valide complet (avec auteur) de ce taxon est donc Astrospartus mediterraneus (Risso, 1826).
Astrospartus mediterraneus a pour synonymes :
- Astrospartus arborescens (L. Agassiz, 1839)
- Euryale arborescens L. Agassiz, 1839
- Euryale mediterraneus Risso, 1826
- Gorgonocephalus arborescens (L. Agassiz, 1839)
- Gorgonocephalus verrucosus Grube, 1840

## Publication originale
- Risso, A. (1826-1827). Histoire naturelle des principales productions de l'Europe Méridionale et particulièrement de celles des environs de Nice et des Alpes Maritimes. [book series]. 400 pp., 13 pls. [volumes 1-5. Paris, F.G. Levrault. vol. 3. Mammifères. Oiseaux. Poissons / vol. 4. Mollusques. Annélides / vol. 5. Crustacés. Myriapodes, scorpionides, arachnides et acarides. Insectes. Vers intestinaux. Radiaires. Zoophytes]. lire

## Impact écologique
À partir de 2018, les pêcheurs des zones de pêche artisanale de Cap de Creus (Mer Méditerranée nord-ouest) ont soulevé l'impact négatif d'Astrospartus mediterraneus sur la performance des pêcheries artisanales dans la zone. Bien que des données de surveillance à long terme fassent défaut, les recherches révèlent que les concentrations d'A. mediterraneus observées dans la zone étudiée sont les plus denses jamais recensées dans l'ensemble de la mer Méditerranée. Cette population, relativement jeune, pourrait indiquer le début d'une prolifération massive. Les pêcheurs, qui notent cette augmentation, s'accordent à dire que cette prolifération représente un obstacle majeur pour leur activité, entraînant des pertes significatives de temps et d'argent. En retour, d'autres travaux montrent que les jardins de coraux d'eau froide où se trouve A. mediterraneus sur le plateau continental méditerranéen, sont des communautés benthiques complexes et importantes, vulnérables aux perturbations comme la pêche. Qu'il s'agisse  du chalutage de fond, et, dans une moindre mesure, de la pêche au filet maillant, ces impacts ne doivent pas être négligés et devraient faire l'objet de mesures prises en collaboration avec les pêcheurs locaux.